# 1929 год
1929 (ты́сяча девятьсо́т два́дцать девя́тый) год  по григорианскому календарю — невисокосный год, начинающийся во вторник. Это 1929 год нашей эры, 9‑й год 3‑го десятилетия XX века 2‑го тысячелетия, 10‑й год 1920‑х годов. Он закончился 96 лет назад.
| Пн | Вт | Ср | Чт | Пт | Сб | Вс |
|    | 1  | 2  | 3  | 4  | 5  | 6  |
| 7  | 8  | 9  | 10 | 11 | 12 | 13 |
| 14 | 15 | 16 | 17 | 18 | 19 | 20 |
| 21 | 22 | 23 | 24 | 25 | 26 | 27 |
| 28 | 29 | 30 | 31 |    |    |    |

| Пн | Вт | Ср | Чт | Пт | Сб | Вс |
|    |    |    |    | 1  | 2  | 3  |
| 4  | 5  | 6  | 7  | 8  | 9  | 10 |
| 11 | 12 | 13 | 14 | 15 | 16 | 17 |
| 18 | 19 | 20 | 21 | 22 | 23 | 24 |
| 25 | 26 | 27 | 28 |    |    |    |

| Пн | Вт | Ср | Чт | Пт | Сб | Вс |
|    |    |    |    | 1  | 2  | 3  |
| 4  | 5  | 6  | 7  | 8  | 9  | 10 |
| 11 | 12 | 13 | 14 | 15 | 16 | 17 |
| 18 | 19 | 20 | 21 | 22 | 23 | 24 |
| 25 | 26 | 27 | 28 | 29 | 30 | 31 |

| Пн | Вт | Ср | Чт | Пт | Сб | Вс |
| 1  | 2  | 3  | 4  | 5  | 6  | 7  |
| 8  | 9  | 10 | 11 | 12 | 13 | 14 |
| 15 | 16 | 17 | 18 | 19 | 20 | 21 |
| 22 | 23 | 24 | 25 | 26 | 27 | 28 |
| 29 | 30 |    |    |    |    |    |

| Пн | Вт | Ср | Чт | Пт | Сб | Вс |
|    |    | 1  | 2  | 3  | 4  | 5  |
| 6  | 7  | 8  | 9  | 10 | 11 | 12 |
| 13 | 14 | 15 | 16 | 17 | 18 | 19 |
| 20 | 21 | 22 | 23 | 24 | 25 | 26 |
| 27 | 28 | 29 | 30 | 31 |    |    |

| Пн | Вт | Ср | Чт | Пт | Сб | Вс |
|    |    |    |    |    | 1  | 2  |
| 3  | 4  | 5  | 6  | 7  | 8  | 9  |
| 10 | 11 | 12 | 13 | 14 | 15 | 16 |
| 17 | 18 | 19 | 20 | 21 | 22 | 23 |
| 24 | 25 | 26 | 27 | 28 | 29 | 30 |

| Пн | Вт | Ср | Чт | Пт | Сб | Вс |
| 1  | 2  | 3  | 4  | 5  | 6  | 7  |
| 8  | 9  | 10 | 11 | 12 | 13 | 14 |
| 15 | 16 | 17 | 18 | 19 | 20 | 21 |
| 22 | 23 | 24 | 25 | 26 | 27 | 28 |
| 29 | 30 | 31 |    |    |    |    |

| Пн | Вт | Ср | Чт | Пт | Сб | Вс |
|    |    |    | 1  | 2  | 3  | 4  |
| 5  | 6  | 7  | 8  | 9  | 10 | 11 |
| 12 | 13 | 14 | 15 | 16 | 17 | 18 |
| 19 | 20 | 21 | 22 | 23 | 24 | 25 |
| 26 | 27 | 28 | 29 | 30 | 31 |    |

| Пн | Вт | Ср | Чт | Пт | Сб | Вс |
|    |    |    |    |    |    | 1  |
| 2  | 3  | 4  | 5  | 6  | 7  | 8  |
| 9  | 10 | 11 | 12 | 13 | 14 | 15 |
| 16 | 17 | 18 | 19 | 20 | 21 | 22 |
| 23 | 24 | 25 | 26 | 27 | 28 | 29 |
| 30 |    |    |    |    |    |    |

| Пн | Вт | Ср | Чт | Пт | Сб | Вс |
|    | 1  | 2  | 3  | 4  | 5  | 6  |
| 7  | 8  | 9  | 10 | 11 | 12 | 13 |
| 14 | 15 | 16 | 17 | 18 | 19 | 20 |
| 21 | 22 | 23 | 24 | 25 | 26 | 27 |
| 28 | 29 | 30 | 31 |    |    |    |

| Пн | Вт | Ср | Чт | Пт | Сб | Вс |
|    |    |    |    | 1  | 2  | 3  |
| 4  | 5  | 6  | 7  | 8  | 9  | 10 |
| 11 | 12 | 13 | 14 | 15 | 16 | 17 |
| 18 | 19 | 20 | 21 | 22 | 23 | 24 |
| 25 | 26 | 27 | 28 | 29 | 30 |    |

| Пн | Вт | Ср | Чт | Пт | Сб | Вс |
|    |    |    |    |    |    | 1  |
| 2  | 3  | 4  | 5  | 6  | 7  | 8  |
| 9  | 10 | 11 | 12 | 13 | 14 | 15 |
| 16 | 17 | 18 | 19 | 20 | 21 | 22 |
| 23 | 24 | 25 | 26 | 27 | 28 | 29 |
| 30 | 31 |    |    |    |    |    |

## События

### Январь
- 1 января

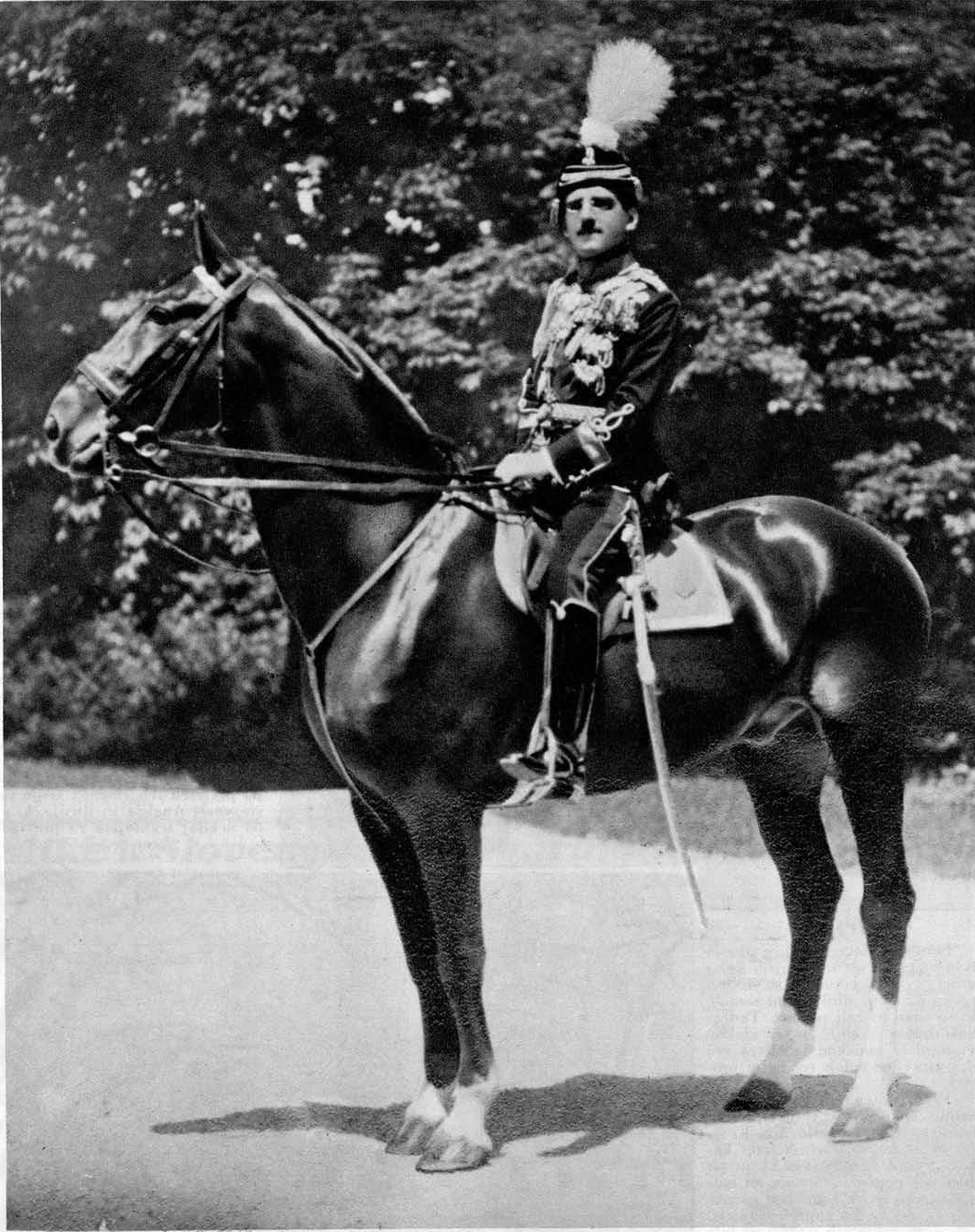
Король сербов, хорватов и словенцев Александр I Карагеоргиевич, 1929 год

  - В Китае партия Гоминьдан объявила «период опеки» над страной — вся полнота власти передана Гоминьдану, политические права и свободы населения отменены.
  - На пост президента Никарагуа вступил победивший на выборах генерал Хосе Мария Монкада[1].
  - В Азербайджанской ССР азербайджанская письменность переведена на латинизированый алфавит[2].
  - В должность президента Швейцарии вступил начальник департамента (министр) почт и путей сообщения Роберт Хааб.
  - В должность губернатора штата Нью-Йорк вступил Франклин Рузвельт.
- 5 января
  - Король Александр I Карагеоргиевич отменил конституцию Королевства сербов, хорватов и словенцев и установил диктаторский режим.
  - Межамериканский договор о третейском суде, аналогичный Пакту Бриана—Келлога, подписан в Вашингтоне.
- 14 января
  - Образована новая территориально-административная единица: Нижегородская область.
  - Создана Западная область с центром в Смоленске.
- 17 января — Бачаи Сакао под именем Хабибуллы Гази стал королём Афганистана.
- 21 января — в Королевстве сербов, хорватов и словенцев объявлено о роспуске хорватской партии.
- 23 января — Жамцангийн Дамдинсурэн был освобождён от должности председателя Президиума Государственного Малого хурала Монгольской Народной Республики.
- 24 января — Политбюро ЦК ВКП(б) приняло постановление «О мерах по усилению антирелигиозной работы».

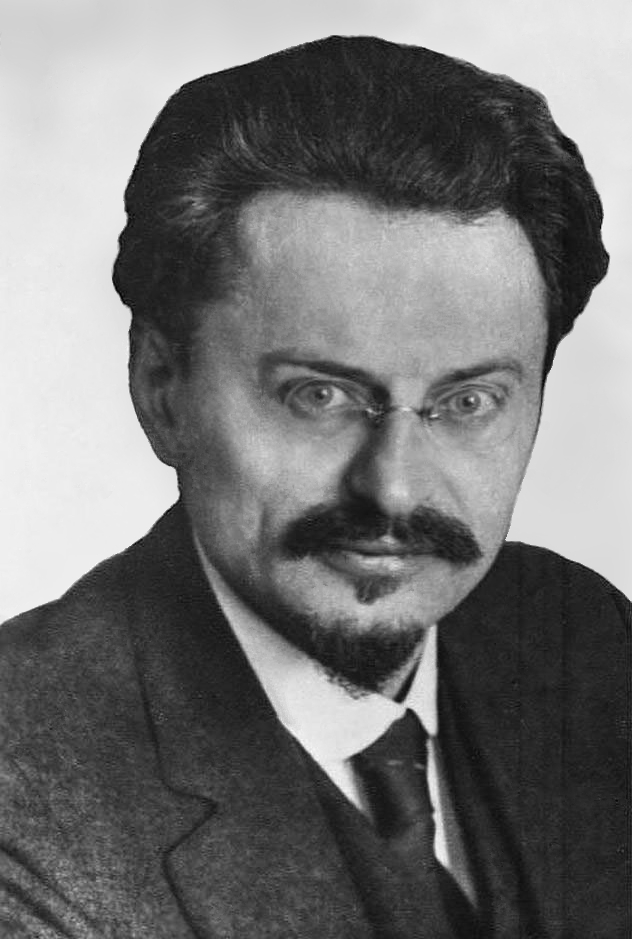
Лидер «левой оппозиции» Л. Д. Троцкий, 1929 год

- 28 января — в Нижнем Новгороде был открыт Горьковский кукольный театр.
- 29 января — вышел в печать роман Эриха Марии Ремарка «На Западном фронте без перемен».
- 30 января—3 февраля — 14-й Чемпионат Европы по хоккею с шайбой, на котором Сборная Чехословакии в третий раз стала чемпионом.
- 31 января — Лев Троцкий выслан за пределы СССР.

### Февраль
- 1 февраля

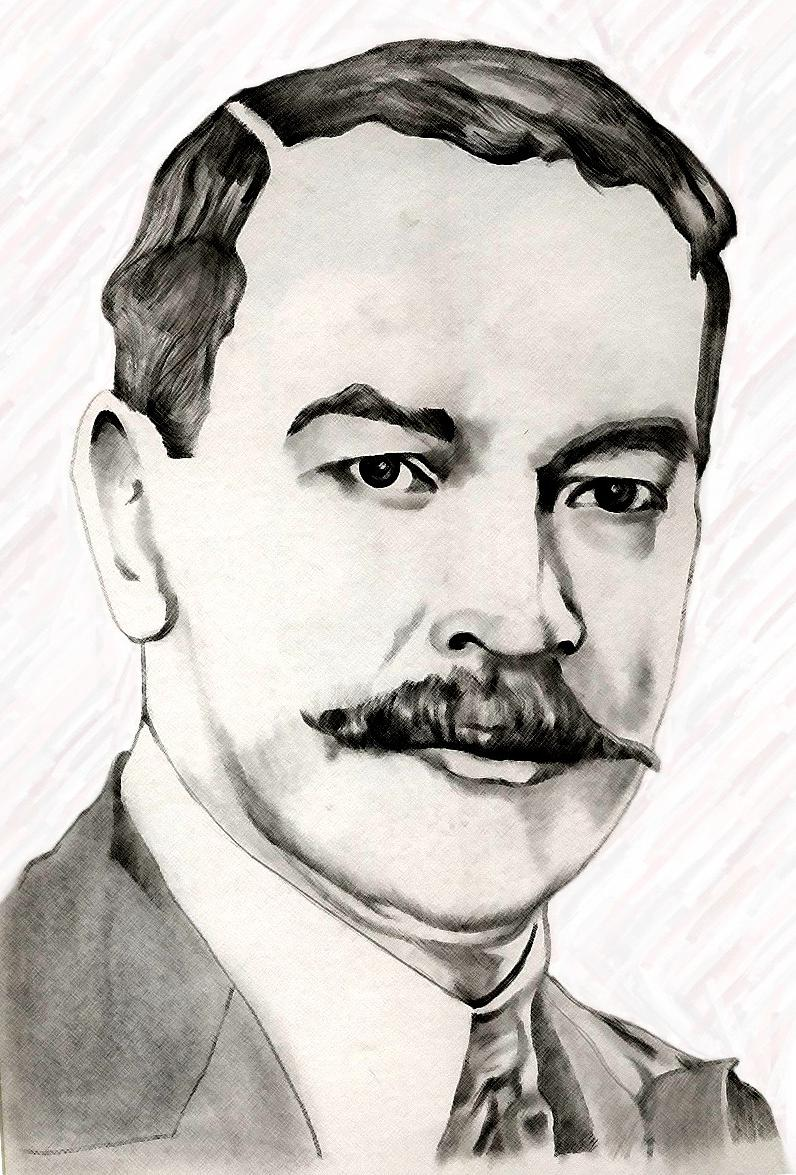
Президент Гондураса Висенте Мехиа Колиндрес

  - на пост президента Гондураса вступил представитель Национальной партии Висенте Мехиа Колиндрес, сменивший своего однопартийца Мигеля Паса Бараону[3].
  - Франтишек Урджал возглавил правительство Чехословакии.
- 2 февраля — на I Конгрессе (Сборе) украинских националистов в Вене создана Организация украинских националистов (ОУН).
- 6 февраля — Германия одобряет Пакт Келлога — Бриана.
- 9 февраля — СССР, Эстония, Латвия, Польша и Румыния подписывают «Протокол Литвинова», или «Восточный пакт об отказе от войны».
- 11 февраля
  - Были заключены Латеранские соглашения — система договоров между итальянским государством и Святым Престолом[4].
  - Франц I стал новым князем Лихтенштейна.

- 14 февраля — В Чикаго в День Святого Валентина гангстеры Аль Капоне, переодетые в полицейских, расстреливают семь бандитов из банды Джорджа Морана.
- 15 февраля — был продлён заключённый 31 декабря 1927 года договор между СССР и Американской еврейской агрономической корпорацией «Агро-Джойнт».
- 27 февраля — Турция присоединяется к «Протоколу Литвинова».

### Март

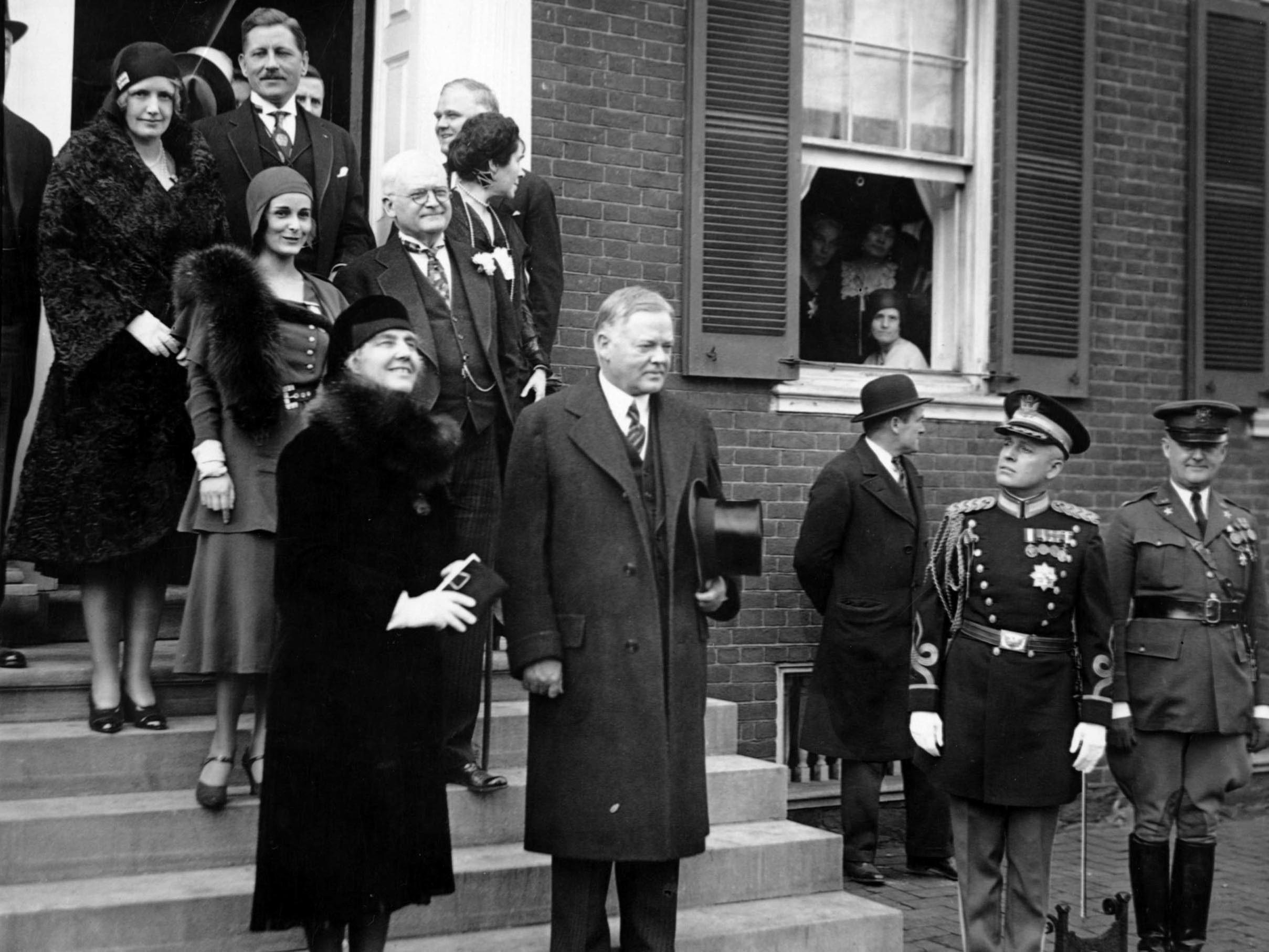
Американский президент Герберт Гувер во время церемонии инаугурации

- 2 марта — был открыт Институт судостроения и судоремонта во главе с профессором (впоследствии академиком) В. Л. Поздюниным.
- 4 марта
  - Герберт Гувер сменил Калвина Кулиджа на посту президента США.
  - Прошёл учредительный съезд ИРП во главе с Верховным руководителем революции Плутарко Элиасом Кальесом и временным президентом Мексики Эмилио Портесом Хилем.
- 5 марта — рабочие завода «Красный Выборжец» в Ленинграде через газету «Правда» обратились ко всем предприятиям СССР с призывом включиться в социалистическое соревнование[5].
- 6 марта — Третье Болгарское царство и Турция заключили договор о дружбе.
- 9 марта — испанская инфанта Изабелла Альфонса Бурбон-Сицилийская вышла замуж за польского графа Яна Канти Замойского.
- 15 марта — в трубном цехе завода «Красный выборжец» в Ленинграде по инициативе рабочего М. Е. Путина заключён первый в СССР договор о социалистическом соревновании[6].
- 17 марта — правительство Испании закрыло Мадридский университет с целью прекращения волнений среди студентов.
- 24 марта — в СССР вышел на экран фильм кинорежиссёра А. П. Довженко «Арсенал».
- 27 марта — Королевство сербов, хорватов и словенцев и Греция подписали договор о дружбе.
- 28 марта — с принятием новой конституции в Эквадоре завершён период военного правления.

### Апрель
- 1 апреля — город Грозный, имевший статус автономного города в составе Северо-Кавказского края, включён в состав Чеченской АО постановлением Всероссийского Центрального Исполнительного Комитета.
- 3 апреля — Персия подписывает протокол М. М. Литвинова.
- 6 апреля — на всеобщих парламентских выборах в Италии «победу» одержали фашисты.
- 12 апреля — В Индии приняты Закон об урегулировании торговых споров и Закон об общественной безопасности, которые должны были способствовать умиротворению радикальных элементов в рабочем движении.
- 15 апреля — советско-афганский отряд под командованием В. М. Примакова, форсировал р. Амударья, вторгся на территорию Афганистана и занял г. Мазари-Шариф.
- 16—23 апреля — состоялся Пленум ЦК ВКП(б), на котором был осуждён «правый уклон». Н. И. Бухарин снят с постов в «Правде» и в Коминтерне.
- 23—29 апреля — прошла XVI конференция ВКП(б), обратившаяся с призывом повсеместно развивать «социалистическое соревнование». Принята программа 1-й пятилетки. Принято решение провести чистку в партии.
- 24 апреля — после парламентских выборов в Дании правительство формируют социал-демократы, получившие 61 место. У либералов — 43 места, у консерваторов — 24, у радикалов — 16.

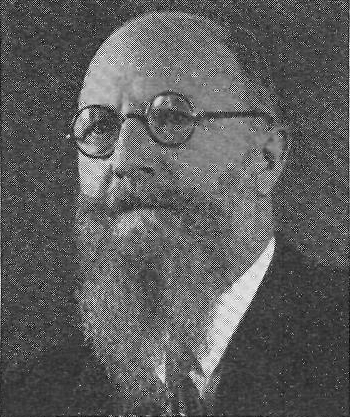
Датский премьер-министр Торвальд Аугуст Маринус Стаунинг

- 27 апреля — в Ленинграде в Русском музее открылась III выставка картин и скульптуры Общества «Круг художников».
- 30 апреля — Эрнст Штреерувиц назначается канцлером Австрии.

### Май

Председатель СНК РСФСР С. И. Сырцов

- 1 мая — в Берлине происходят столкновения между демонстрантами-коммунистами и полицией. В результате погибли 15 человек.
- 11 мая — 13 мая — парламентские выборы в Эстонской республике принесли победу Эстонской социалистической рабочей партии.
- 16 мая
  - в Греции восстановлен сенат, упразднённый в 1862 году.
  - Произошла первая церемония награждения кинопремией «Оскар».

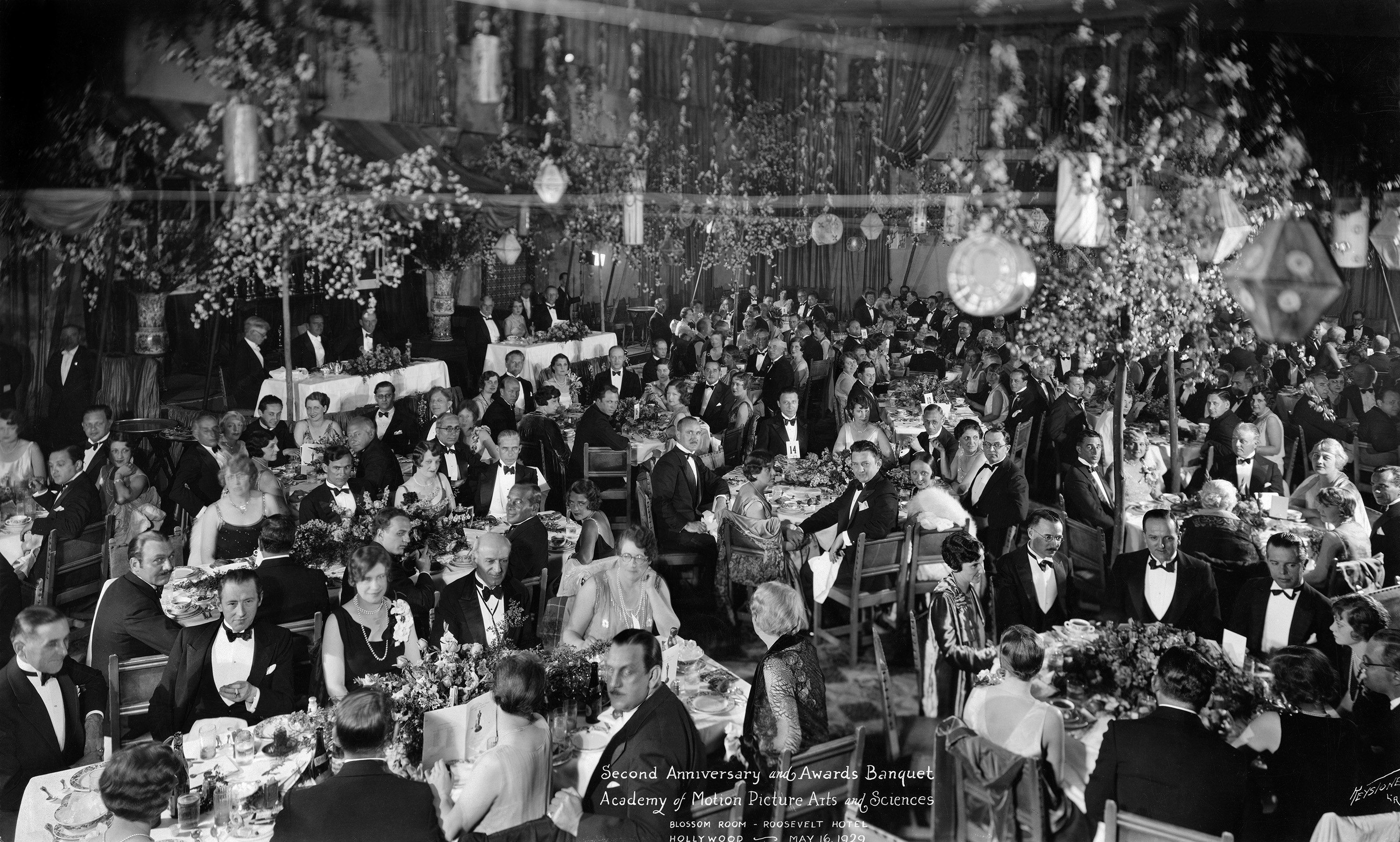
Первая церемония Оскар

- 18 мая — первый секретарь Сибирского крайкома ВКП(б) С. И. Сырцов занял пост председателя СНК РСФСР.
- 20 мая — Япония выводит свои войска с Шаньдунского полуострова.
- 22 мая — Аманулла-хан покидает пределы Афганистана.

- 26 мая

Карта гражданской войны в Афганистане 1928—1929 гг.

  - На парламентских выборах в Бельгии католические партии получают 77 мест, Рабочая партия — 70 либералы — 78 и фламандские националисты — 11.
  - В княжестве Лихтенштейн был проведён референдум о введении налога на алкоголь.
- 27 мая — отряд китайской полиции врывается в советское консульство в Харбине.
- 30 мая
  - Парламентские выборы в Великобритании, впервые проводившиеся на основании Закона о всеобщем равном праве голоса, принесли победу лейбористам, получившим 287 мест. У консерваторов 260 мест, у либералов — 59 и у остальных партий — 9.
  - Диктатор Хуан Винсенте Гомес уступил пост президента Венесуэлы председателю Верховного суда Хуану Баутисте Пересу.
- 31 мая — в связи с действиями китайских полицейских, направленных против советских дипломатов в Харбине НКИД СССР передаёт китайской стороне ноту — Нота заместителя народного комиссара иностранных дел СССР поверенному в делах Китая в СССР.

### Июнь

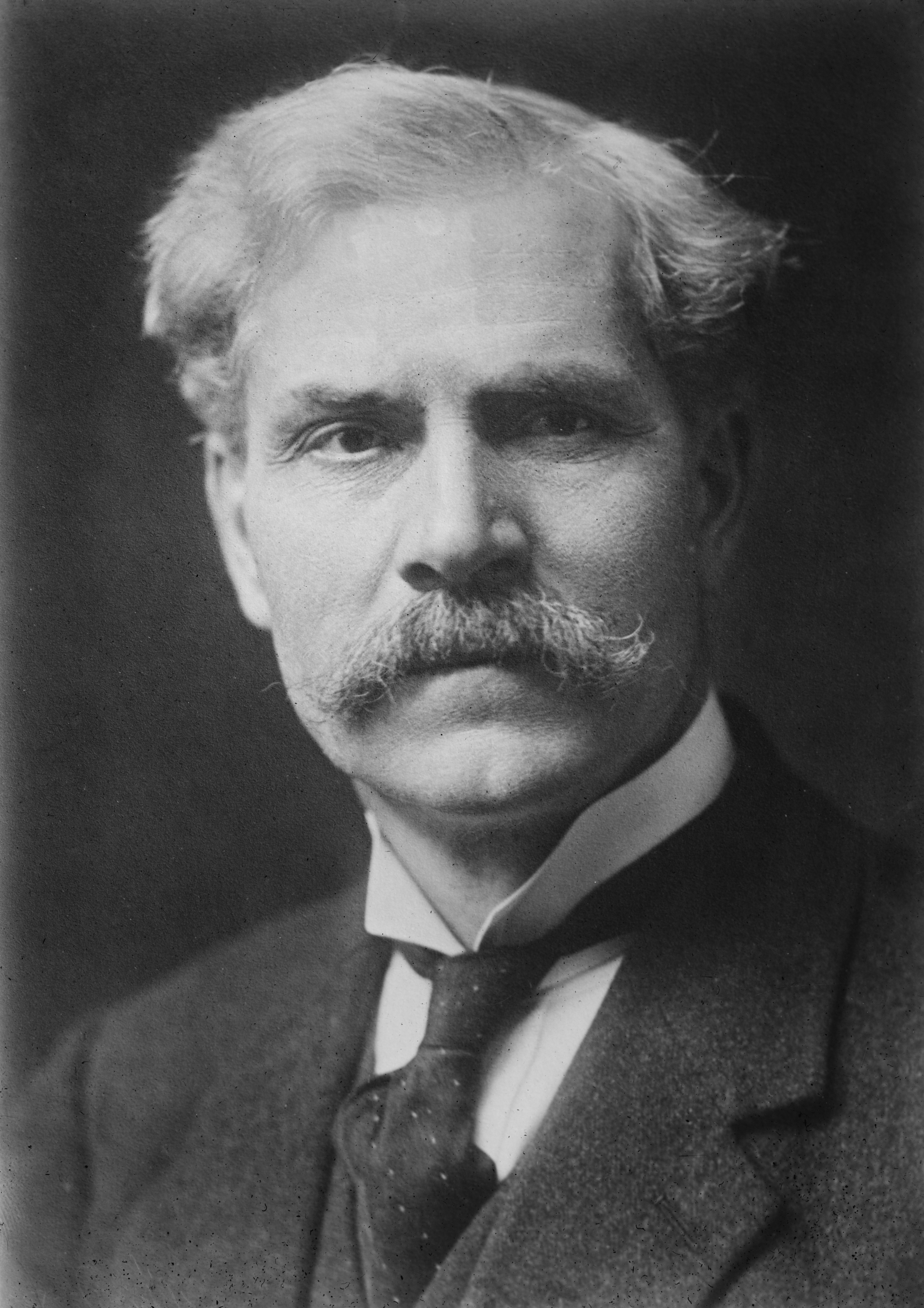
Лидер Лейбористской партии Великобритании Рамсей Макдональд

- 1 июня — в Буэнос-Айресе открылась Латиноамериканская коммунистическая конференция, в которой приняли участие коммунисты из 14 стран Латинской Америки. Завершена 12 июня[7].
- 3 июня
  - Урегулирован начавшийся в 1910 году спор о принадлежности района Арика-Такна. Арика передана Чили, Такна отошла к Перу, а Боливии предоставлено право на эксплуатацию железной дороги.
  - Центральнопромышленная область переименована в Московскую область.
- 5 июня
  - в СССР принято решение о создании машинно-тракторных станций (МТС).
  - в Великобритании Рамсей Макдональд формирует лейбористское правительство.
- 6 июня — в Париже произошла премьера фильма «Андалузский пёс».
- 7 июня — Комитет Юнга по германским репарациям рекомендует осуществлять выплаты ежегодно до 1988 года одному из международных банков, рассматривая как обеспечение германские железные дороги.
- 8 июня — Маргарет Бондфилд становится первой женщиной в правительстве Великобритании в качестве министра труда.
- 20 июня — с Ярославского вокзала Москвы до Мытищ отправился первый на Московской железной дороге пригородный электропоезд.
- 25 июня — постановление СНК СССР об организации Всесоюзной академии сельскохозяйственных наук имени Ленина (ВАСХНИЛ).

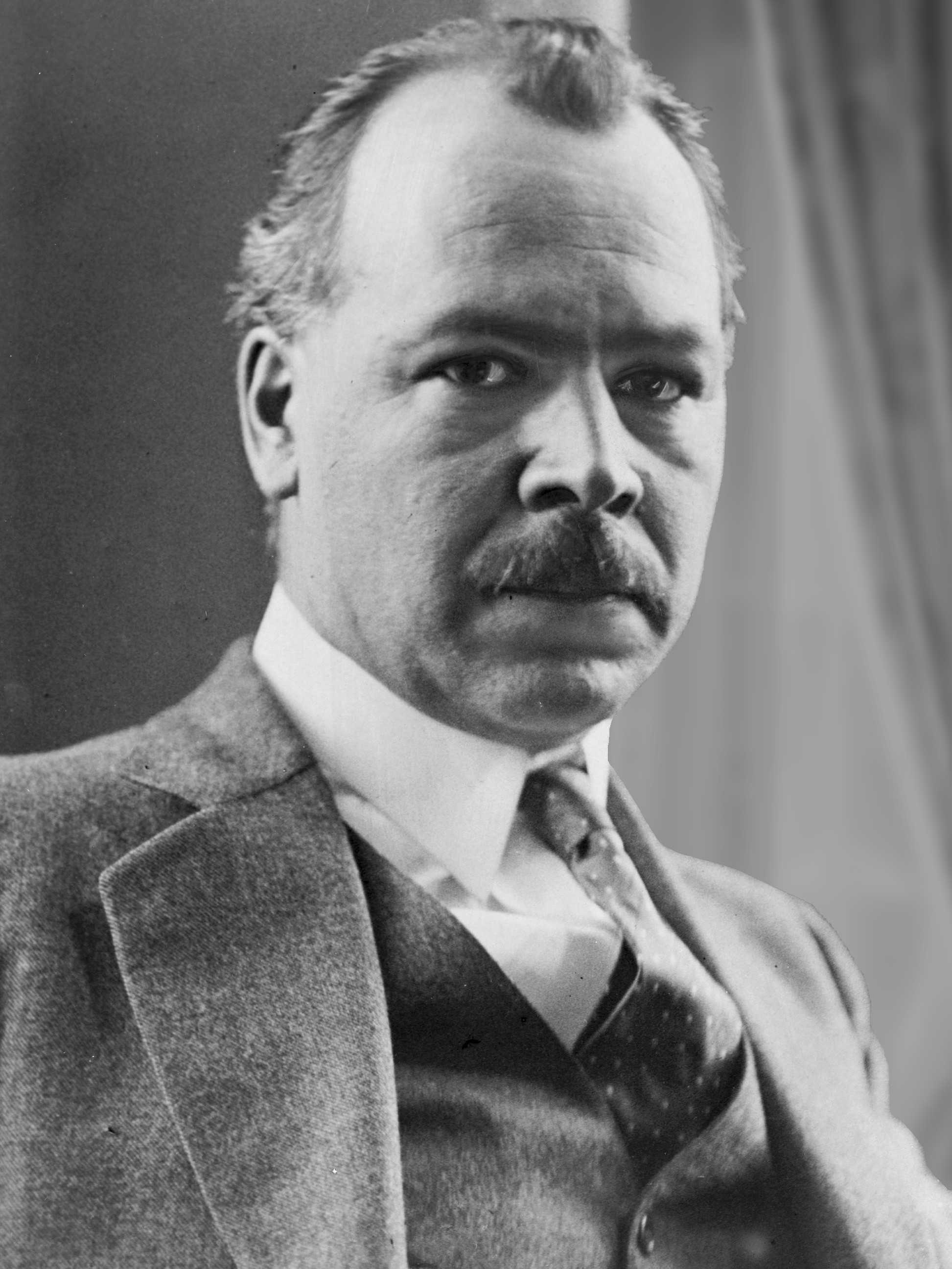
Первый глава Всесоюзной академии сельскохозяйственных наук имени Ленина (ВАСХНИЛ) Н. И. Вавилов

- 27 июня — германский парламент отменяет Закон о защите республики.
- 28 июня — в Турции президент Мустафа Кемаль начинает борьбу с коммунистической пропагандой.

### Июль

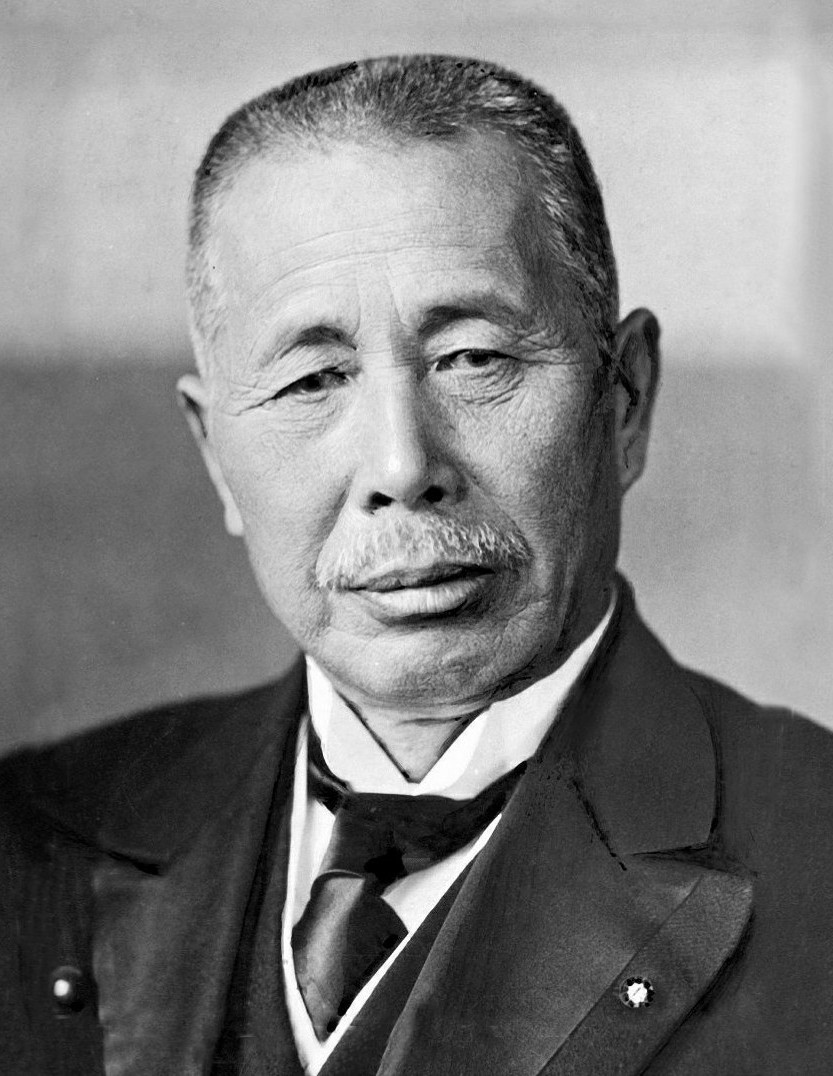
Японский премьер-министр Гиити Танака

- 1 июля — Политбюро ЦК ВКП (б) приняло решение сменить партийно-государственное руководство Азербайджана.
- 2 июля — в Японии правительство Гиити Танаки ушло в отставку.
- 8 июля — Артур Ферраш стал премьер-министром и одновременно министром иностранных и внутренних дел Португалии.
- 9 июля — бывший председатель Рийгикогу Отто Штрандман занял пост Государственного старейшины Эстонской республики.
- 10 июля — китайская армия маршала Чжан Сюэляна захватила КВЖД, принадлежавшую СССР. Начался Конфликт на КВЖД[8].
- 11 июля — было утверждено постановление СНК СССР «Об использовании труда уголовно-заключённых», по которому содержание всех осуждённых на срок 3 года и больше передавалось в ОГПУ.
- 13 июля — НКИД СССР в связи с событиями на КВЖД передал китайской стороне дипломатическую ноту.
- 15 июля
  - В СССР образован Нижегородский край[9].
  - Решением Президиума ВЦИК образован Ненецкий национальный округ с центром в селе Тельвисочном.

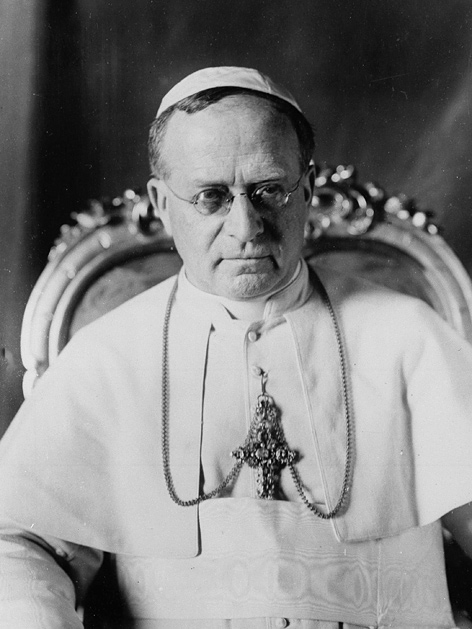
Понтифик Пий XI

- 17 июля — СССР разорвал дипломатические отношения с Китаем[8].
- 24 июля — вступил в силу Пакт Бриана — Келлога[10].
- 25 июля — папа Пий XI после подписания Латеранских соглашений между Ватиканом и Италией перестал быть «добровольным узником» и покинул Ватикан, нарушив тем самым традицию, сохранявшуюся с 1870 года.
- 27 июля — во Франции премьер-министр Раймон Пуанкаре ушёл в отставку по состоянию здоровья, его пост занял министр иностранных дел Аристид Бриан.

### Август
- В Палестине в результате споров по поводу использования евреями Стены плача в Иерусалиме произошли столкновения между арабами и евреями.
- Король Неджда и Хиджаза Абдель Азиз ибн Сауд подписал с Турцией Договор о дружбе. 24 августа аналогичный договор заключён с Персией.
- 5 августа — Король Бельгии Альберт I издал указ о расширении Национального парка Альберта.
- 6 августа — была создана ОКДВА.
- 6 августа — 13 августа — в Гааге проходила конференция по выплате репараций. Германия приняла план Юнга, а союзные державы согласились вывести свои войска из Рейнской области к июню 1930 года[11].
- 11 августа — Ирак и Иран подписали Договор о дружбе.
- 15 августа — состоялось заседание правительственной комиссии по чистке аппарата АН СССР.
- 16 августа—25 августа — I слёт пионеров СССР.
- 26 августа — вышло в свет постановление СНК СССР «О переходе на непрерывное производство в предприятиях и учреждениях СССР».

### Сентябрь
- Начальник Политического управления РККА А. С. Бубнов сменил А. В. Луначарского в качестве народного комиссара просвещения РСФСР.

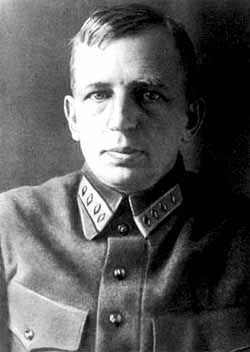
Нарком просвещения РСФСР А. С. Бубнов

- 3 сентября — в Нью-Йорке, по благословению кардинала Патрика Джозефа Хейса, монахиней Марией Ангелиной Терезой была основана община, положившая начало Конгрегации Сестёр Кармелиток для Пожилых и Больных.

- 5 сентября

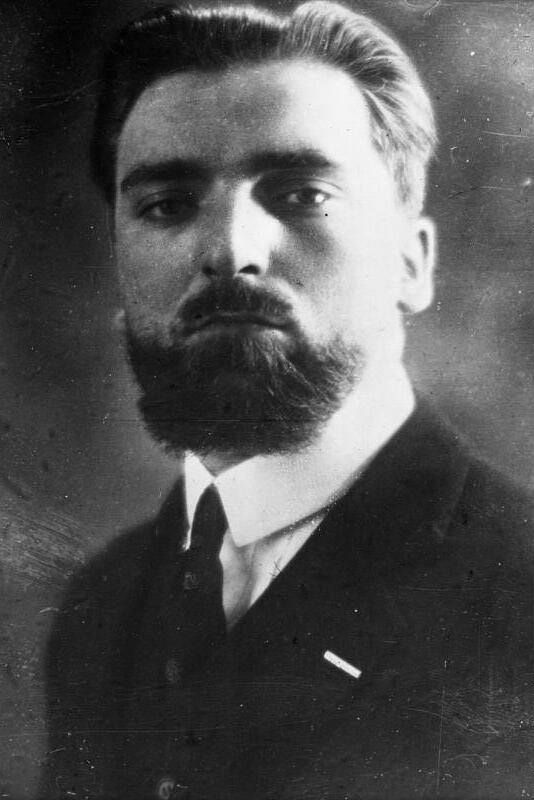
Министр иностранных дел Италии Дино Гранди

  - Аристид Бриан предлагает создать Европейский федеральный союз.
  - Состоялась секретная беседа между народным комиссаром военных и морских дел К. Е. Ворошиловым и немецким генералом К. Хаммерштейном — о военно-техническом сотрудничестве СССР и Германии.
- 12 сентября — Дино Гранди назначается министром иностранных дел Италии.
- 14 сентября — США присоединяются к Постоянной палате международного правосудия.
- 16 сентября — подписание мирного соглашения между Боливией и Парагваем.
- 19 сентября — в США цена акций на Нью-Йоркской фондовой бирже на Уолл-стрит достигла максимальной величины.
- 26 сентября — председатель Интерпола Йохан Шобер формирует в Австрии правительство при поддержке христианских социалистов и националистов.

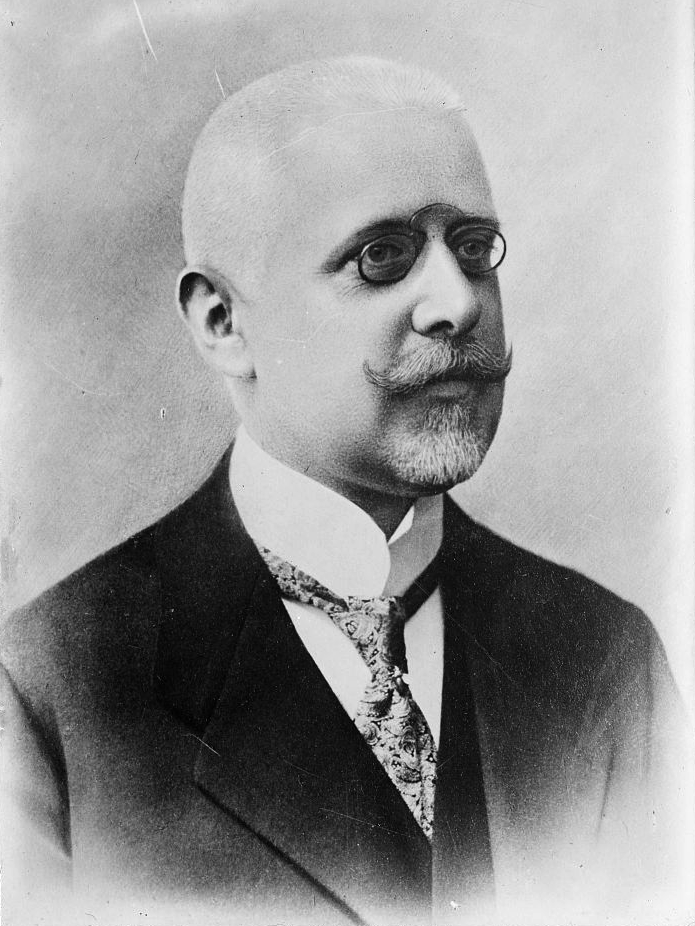
Австрийский канцлер Йохан Шобер

### Октябрь
- Руководитель Гоминьцзюня маршал Фэн Юйсян выступил против Чан Кайши, начав открытые военные действия против гоминьдановских сил в Северо-Западном Китае.

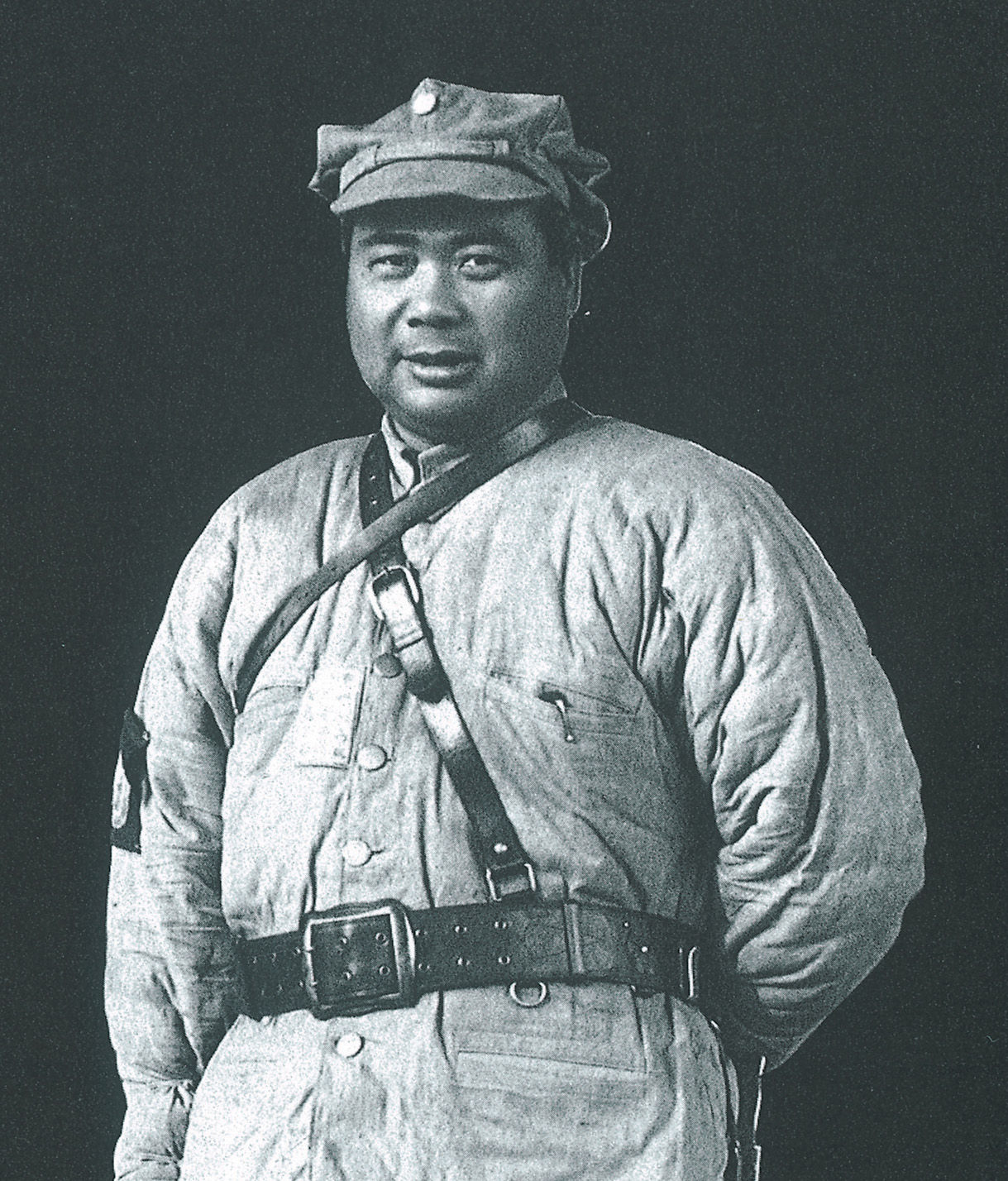
Китайский маршал Фэн Юйсян

- 1 октября — В СССР образована Ивановская Промышленная область.

- 3 октября

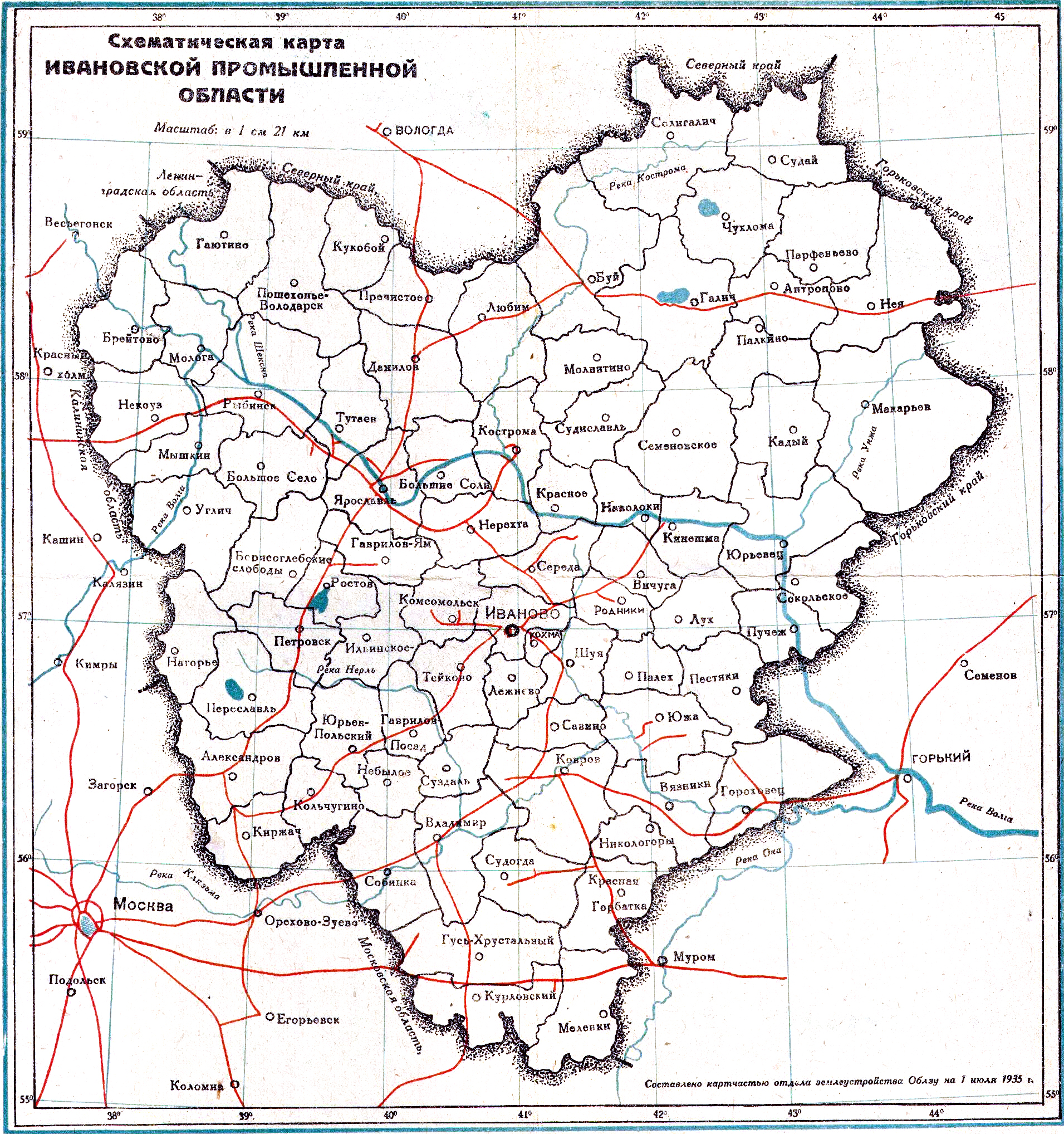
Карта Ивановской Промышленной области

  - Королевство сербов, хорватов и словенцев переименовывается в Югославию.
  - Великобритания восстанавливает дипломатические отношения с СССР.
  - После смерти Густава Штреземана новым министром иностранных дел Веймарской республики назначен Юлиус Курциус.
- 4 октября — Адли Якан-паша назначен премьер-министром Египта.
- 6 октября — открытие в Ленинграде первого в СССР звукового кинотеатра на 300 мест.
- 12 октября — на парламентских выборах в Австралии победу одерживает Австралийская лейбористская партия.

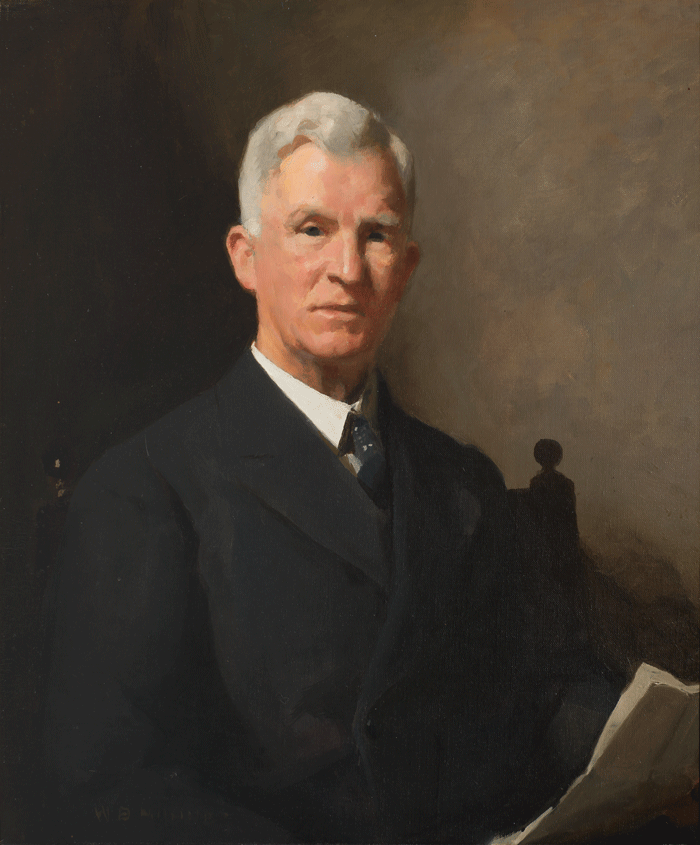
Австралийский премьер-министр Джеймс Скаллин

- 12-13 октября — Лахасуская десантная операция Красной Армии против китайских милитаристов.
- 15 октября — Мухаммед Надир-шах стал королём Афганистана.

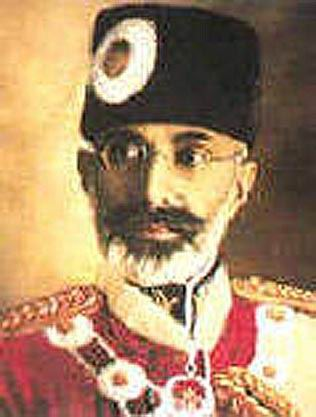
Афганский король Мухаммед Надир-шах

- 16 октября — III Чрезвычайный съезд Советов СССР утвердил Декларацию о преобразовании Таджикской АССР в Таджикскую ССР.
- 18 октября
  - Произошла устроенная местными коммунистами всеобщая политическая стачка пролетариата в Латвии[10].
  - Комиссия Британского тайного совета приняла решение об уравнивании в Канаде женщин с мужчинами в правах на законодательном уровне.
- 19 октября — командующий Северо-Восточной армией Китая маршал Чжан Сюэлян проинспектировал китайские войска и оборонительные сооружения на советско-китайской границе.
- 20 октября — авиакомпания Aeronautical Corporation Of America провела первый испытательный полёт своего первого самолёта Aeronca C-2.
- 21 октября — парламентские выборы в Египте приносят победу Националистической партии Вафд.
- 22 октября
  - Отставка премьер-министра Австралии Стэнли Брюса. К власти пришёл лидер Австралийской лейбористской партии Джеймс Скаллин[12].
  - Открыт Азербайджанский научно-исследовательский институт при Центральном исполнительном комитете Азербайджанской ССР, ставший основой будущей Академии наук Азербайджана[2].
- 23 октября — постановлением ВЦИК был закрыт Александро-Невский храм в городе Кургане.
- 24 октября — биржевой крах начался в «чёрный четверг» (в полдень биржа закрывалась) и продолжался в «чёрный понедельник» — 28 октября, сразу после открытия биржи, и в «чёрный вторник» 29 октября. Начался мировой экономический кризис 1929—1933 годов («Великая депрессия»).
- 26 октября — Лидер Радикальной партии Франции Эдуар Даладье принял предложение президента Гастона Думерга о сформировании нового правительства.
- 27 октября — в Чехословакии прошли парламентские выборы, на которых одержала победу Республиканская партия земледельческого и мелкокрестьянского населения.

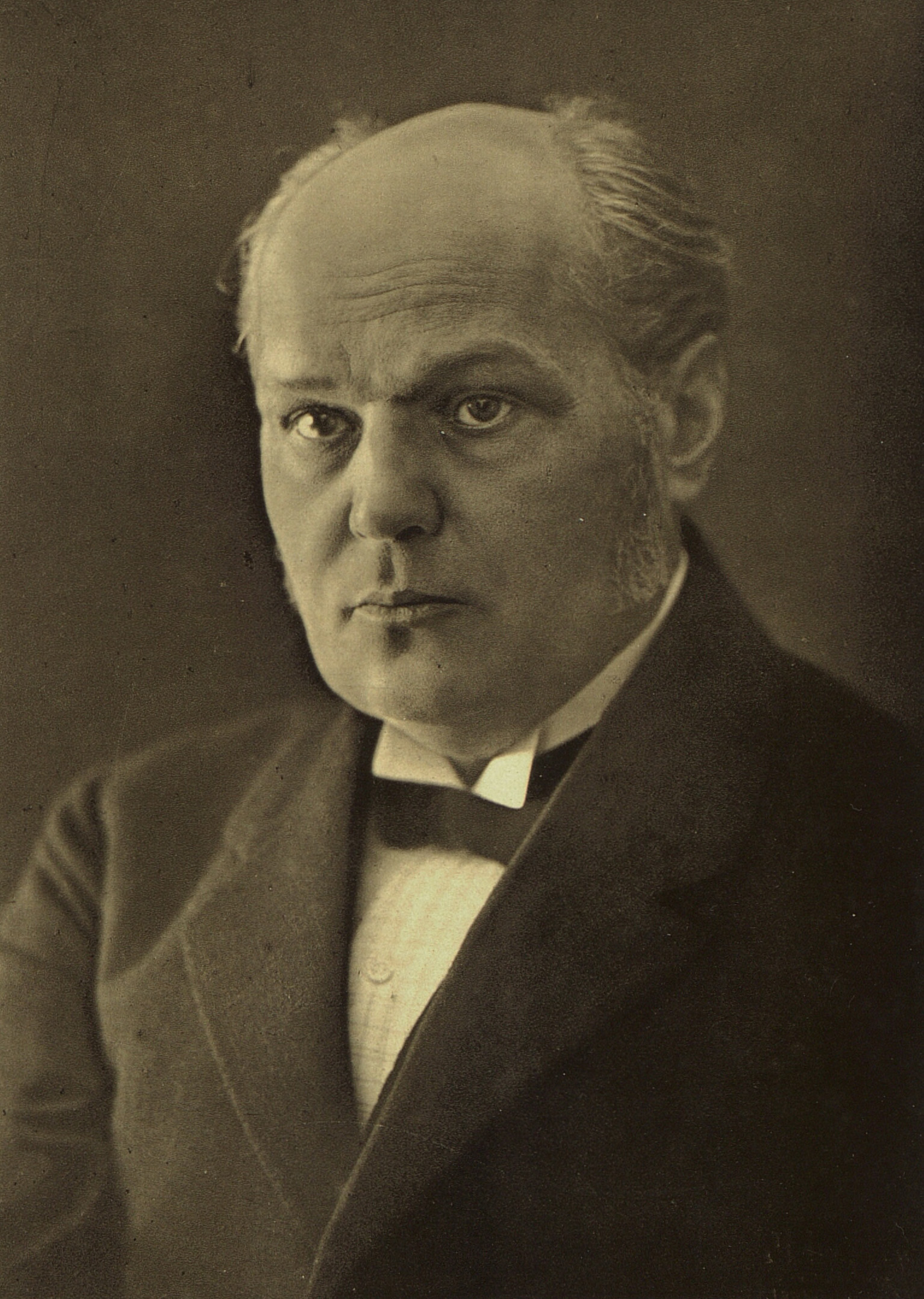
Председатель Аграрной партии Чехословакии Антонин Швегла

- 30 октября — 3 ноября — Фугдинская операция.
- 31 октября — возобновляется действие египетской конституции.
- Прекращение выдачи кредитов европейским странам после краха на Уолл-стрит.

### Ноябрь

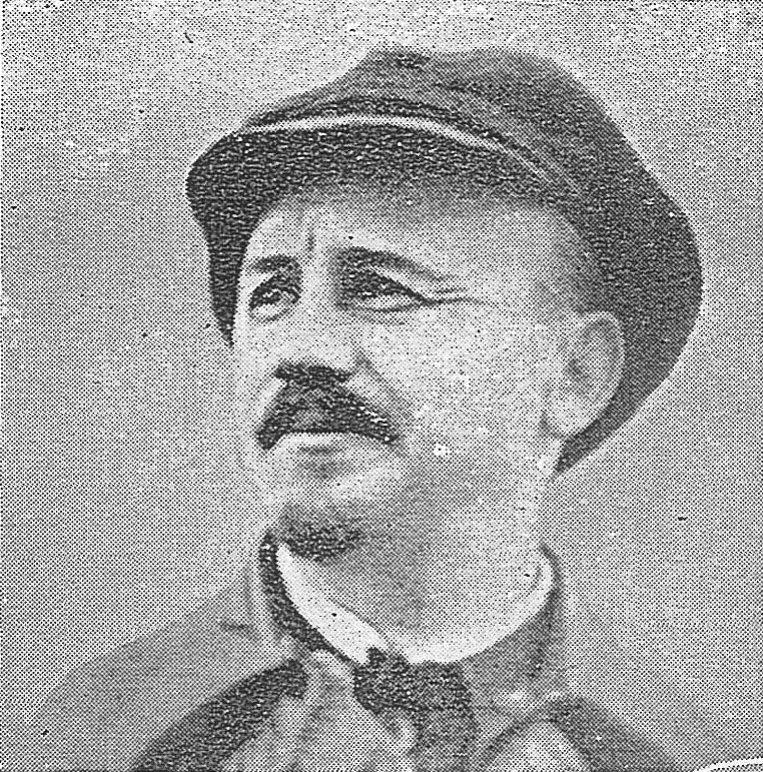
Николай Иванович Бухарин

- 1 ноября — был образован Харьковский академический театр музыкальной комедии.
- 1 — 9 ноября — антисоветское Батпаккаринское восстание в КазАССР.
- 3 ноября — Министр внутренних дел Франции Андре Тардьё возглавил правительство Третьей республики.

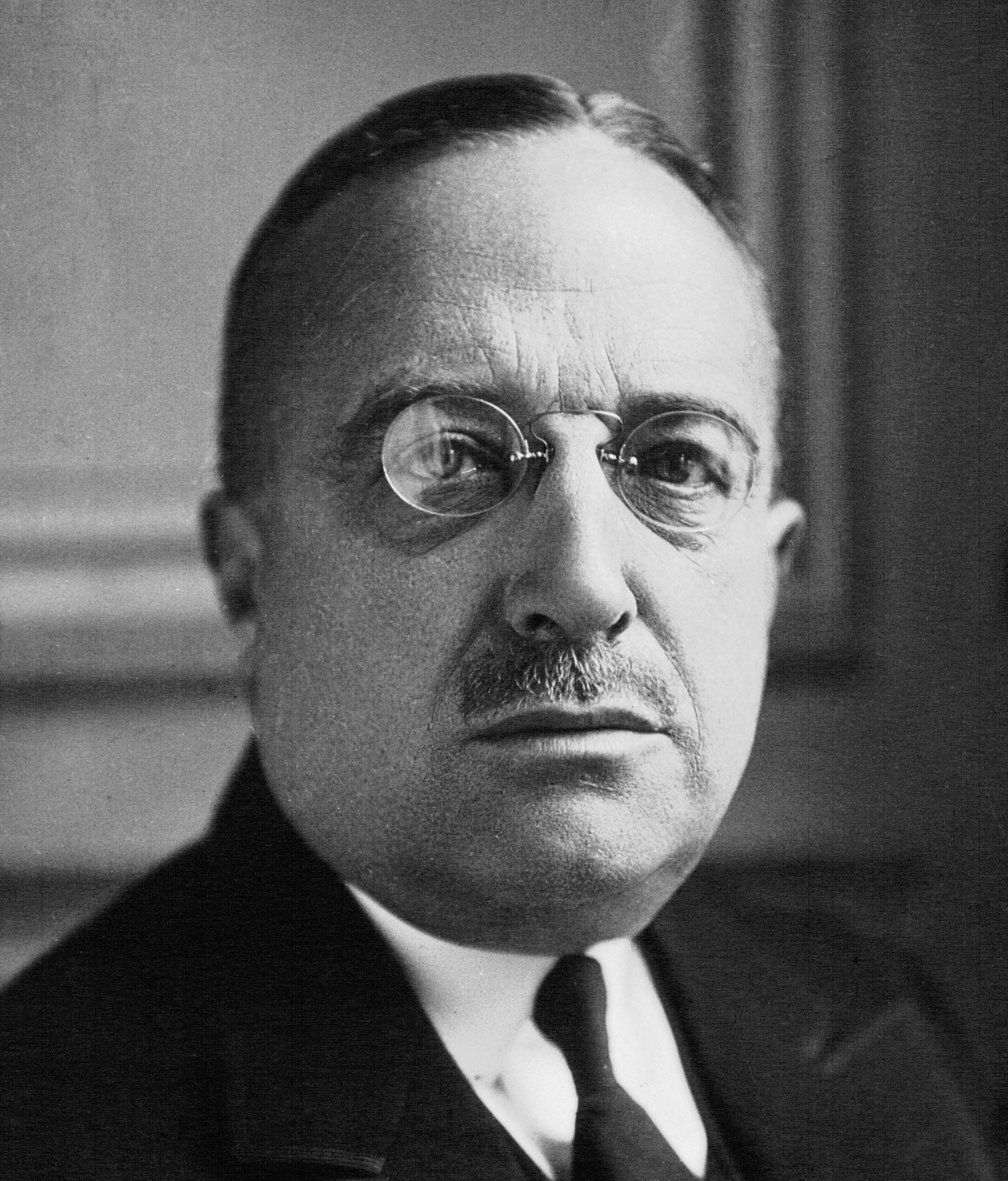
Французский премьер-министр Андре Тардьё

- 10—17 ноября — на пленуме ЦК ВКП(б) Николай Бухарин вновь обвинён в «правом уклоне» вместе с двумя другими лидерами — А. И. Рыковым и М. П. Томским и выведен из состава Политбюро ЦК ВКП(б)[13]. На пленуме был взят курс на ускоренное проведение коллективизации, принято решение о создании Наркомзема (образован в декабре).
- 13 ноября — для приёма германских репараций в соответствии с планом Юнга учреждён Базельский банк международных расчётов.
- 17 ноября
  - Пленум ЦК ВКП(б) вывел из состава Политбюро начальника НТУ при ВСНХ СССР Николая Бухарина как «застрельщика и руководителя правых капитулянтов».
  - Сборная Аргентины одержала победу на 12-м Чемпионате Южной Америки по футболу.
  - На президентских выборах в Мексике победил Паскуаль Ортис Рубио.
- 17—20 ноября — началась Маньчжуро-Чжалайнорская операция, наступательная операция войск Забайкальской группы Особой дальневосточной армии в районе железнодорожных станций Маньчжурия и Чжалайнор.
- 18 ноября — Ибрагим Наджи ас-Сувейди занял пост главы королевского правительства Ирака.

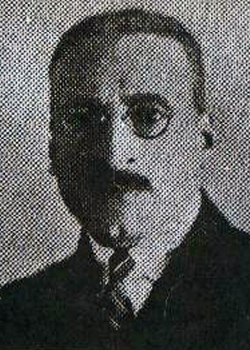
Иракский премьер-министр и одновременно министр иностранных дел Ибрагим Наджи ас-Сувейди

- 21 ноября — в СССР принят «закон о невозвращенцах».
- 23 ноября — в связи с военными действиями между советскими и китайскими войсками в советской печати появились сообщение ТАСС «О событиях на советско-китайской границе».
- 26 ноября — Бхим Шамшер Джанг Бахадур Рана занял пост главы королевского правительства Непала.

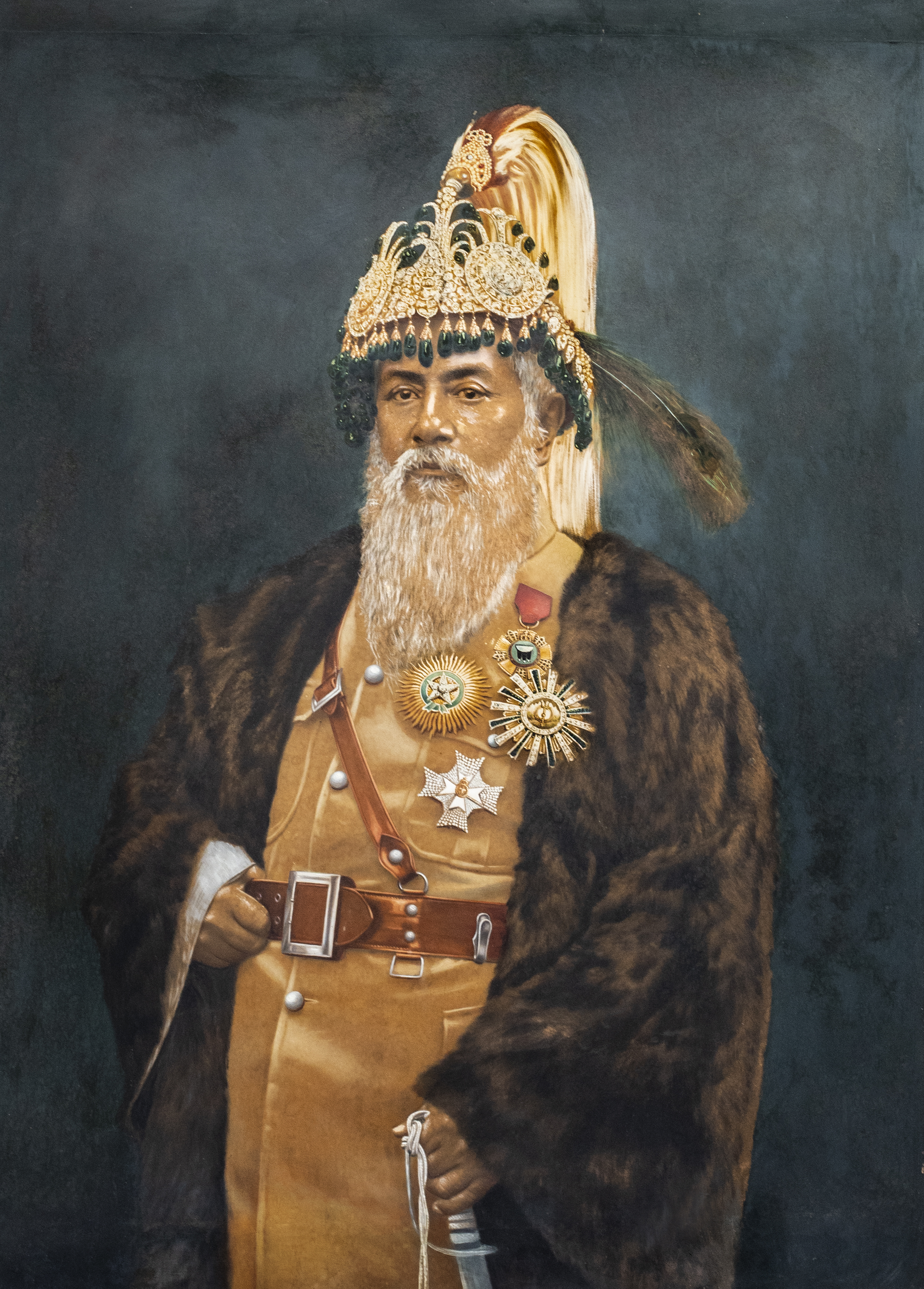
Непальский премьер-министр Бхим Шамшер Джанг Бахадур Рана

- 30 ноября — эвакуация союзных войск из второй Рейнской зоны.

### Декабрь

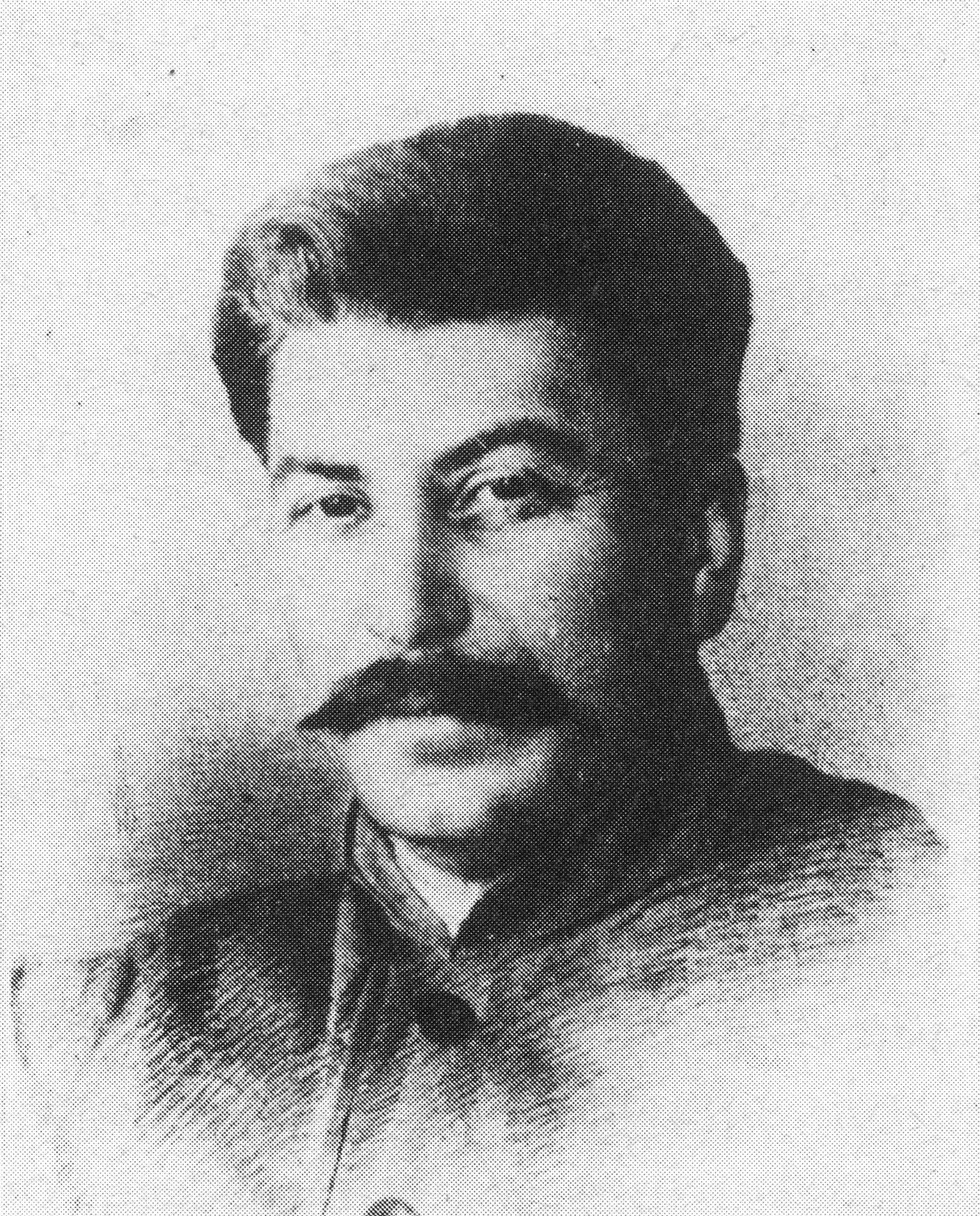
Генеральный секретарь ЦК ВКП(б) И. В. Сталин в 1929 г.

- 1 декабря — Японские астрономы Окуро Оикава и Кадзуо Кубокава открыли астероид Атами.
- 6 декабря — в Турции введено равное право голоса для женщин.
- 9 декабря — Александрос Заимис стал президентом Второй Греческой республики.

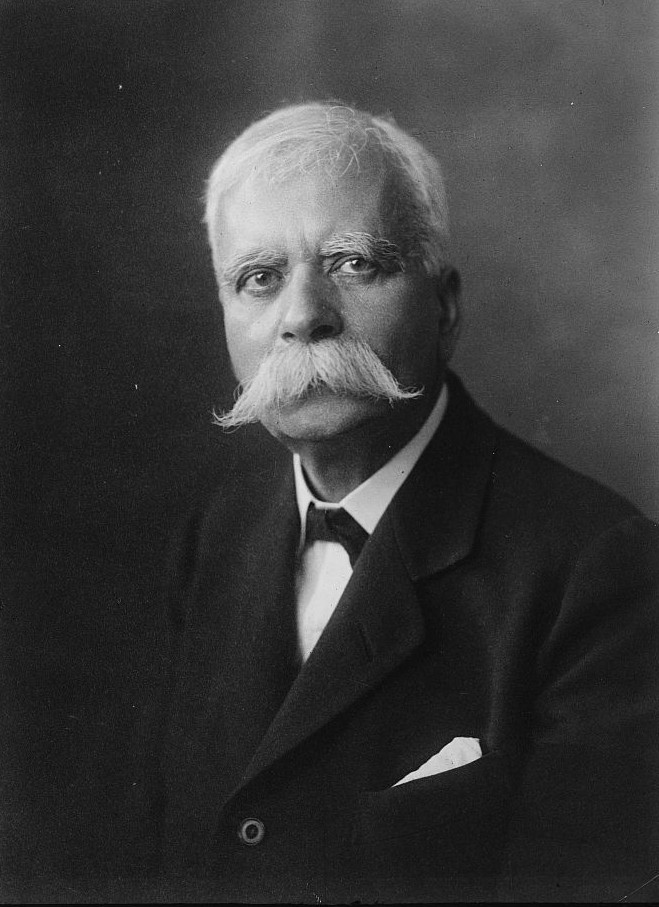
Греческий президент Александрос Заимис

- 15 — 25 декабря — в СССР отмечалось 50-летие И. В. Сталина.
- 17 декабря — в Британской Нигерии в ходе подавления «бунта в Абе» колониальная полиция расстреляла нигерийцев, громивших склады и административные здания. В числе погибших около 80 женщин и детей[14].
- 22 декабря
  - На референдуме в Германии население поддержало план Юнга[15].
  - После военных столкновений на советско-китайской границе и вступления советских войск на территорию Маньчжурии СССР и Китай подписали Хабаровский протокол, по которому Китай обязался покончить с деятельностью белогвардейских отрядов в Маньчжурии. Протокол также предусматривал проведение конференции для решения других проблем[8].
- 27 декабря — И. Сталин провозгласил политику «ликвидации кулачества как класса».
- 31 декабря — Комиссией по вопросам культов при Президиуме ВЦИК был принят закон об урегулировании колокольного звона.
- Конференция «Круглый стол» с участием вице-короля Индии и индийских партийных лидеров по вопросу о получении Индией статуса британского доминиона.
- Китай объявил о прекращении всех иностранных концессий с 1 января 1930 года. Однако выполнение этого решения было отложено.

### Без точной даты
- Останки Софьи Витовтовны перенесены из собора Вознесенского монастыря Московского Кремля, в подклет Архангельского собора[16].
- Изъяты мощи Алексея Святителя и переданы в музеи Московского Кремля[17].

## Политика, право, экономика, общество
- ЦИК СССР принимает «закон о невозвращенцах», объявляющий отказ вернуться в страну государственной изменой.
- Варшавская конвенция устанавливает правила воздушных перевозок товаров через международные границы.
- В СССР наиболее зажиточные крестьяне (кулаки) выступают против коллективизации. В ответ Сталин призывает к ликвидации кулачества (путём высылки и репрессий).
- В Южной Африке в официальных публикациях впервые появляется термин «апартеид».
- Разрозненные пресвитерианские церкви в Шотландии объединяются в единую шотландскую церковь.

## Наука, техника, культура
- В Новосибирске вышла книга «Завоевание межзвёздных пространств», в которой впервые представлены расчёты трассы, по которой через 40 лет американские астронавты долетят до Луны. Книга была напечатана в типографии Сибкрайсоюза тиражом 2 тысячи экземпляров. Её издал на свои средства, полученные за изобретения и рационализацию, А. И. Шаргей.
- В США Закон о защите перелётных птиц предусматривает создание соответствующей службы и выделение средств на организацию государственных заказников для перелётных птиц.
- Автомобилестроение становится крупнейшей отраслью промышленности США.
- Американский путешественник Ричард Берд совершает полёт над Южным полюсом.
- Кругосветное путешествие дирижабля «Граф Цеппелин».
- В США фирма «Кодак» начинает выпуск 16-мм. фотоплёнки.
- Компания «Тутал» изобретает способ изготовления несминаемых хлопчатобумажных тканей.
- Американский астроном Эдвин Хаббл устанавливает закон, определяющий скорость движения галактики в процессе расширения Вселенной.
- Г. Гамов, Р. Аткинсон и Ф. Хоутерманс высказывают предположение, что источником энергии Солнца является термоядерная реакция.
- Фриц Цвикки высказал гипотезу о том, что космологическое красное смещение — это не следствие движения галактик, а потеря энергии квантами света во время их долгого пути в пространстве.
- Неврологам Э. А. Эдриену и Мэтьюзу удалось зарегистрировать единичный импульс в отдельном нервном волокне.
- В Нью-Йорке открывается Музей современного искусства, в котором выставляются работы Поля Сезанна, Поля Гогена, Винсента Ван Гога и Жоржа Сера.
- Второй Манифест сюрреализма. К группе художников-сюрреалистов присоединяется Сальвадор Дали.
- Британский драматург Джеймс Барри передаёт авторские права на книгу «Питер Пен» в дар детской больнице на Грейт Омонд-стрит в Лондоне.
- В США уже построено 377 небоскребов в 21 и более этажей.
- В США Луис Маркс регистрирует «Йо-йо» в качестве торговой марки.
- В США начинает издаваться журнал «Business Week».
- В США в Исследовательском центре «Белл лабораториз» проведена телевизионная передача в цвете.

## Персоны года
Человек года по версии журнала Time — Оуэн Янг, американский промышленник.

## Родились
См. также: Категория:Родившиеся в 1929 году
- 3 января — Гордон Мур, американский инженер и бизнесмен, основатель и президент компании Intel (ум. 2023).
- 6 января — Бабрак Кармаль, лидер Афганистана в 1979—1986 годах (ум. 1996).
- 10 января — Владимир Минин, русский хоровой дирижёр, Народный артист СССР (1988).
- 15 января — Мартин Лютер Кинг, афроамериканский баптистский проповедник и оратор, лидер Движения за гражданские права чернокожих в США (убит в 1968).
- 18 января — Сергей Павлов, советский государственный деятель, 1-й секретарь ЦК ВЛКСМ, председатель Госкомспорта СССР (ум. 1993).
- 23 января — Филарет (Денисенко), украинский церковный деятель.
- 27 января — Олег Фаворский, советский и российский учёный, академик АН СССР/РАН (1990), (ум. 2022).
- 7 февраля — Алехандро Ходоровски, режиссёр, актёр, писатель.
- 10 февраля — Джерри Голдсмит, американский композитор и дирижёр, классик киномузыки (ум. 2004).
- 10 февраля — Василий Глухих, советский и российский учёный, академик АН СССР/РАН (1987) (ум. 2021).
- 10 февраля — Людмила Иванова, советский и российский физиолог, академик РАН (1997).
- 13 февраля — Омар Торрихос, многолетний лидер Панамы (погиб в 1981).
- 14 февраля — Анатолий Бобровский, советский кинорежиссёр и сценарист (ум. 2007).
- 22 февраля — Джеймс Хонг, американский актёр.
- 23 февраля — Алексий II, с 7 июня 1990 по 5 декабря 2008 Патриарх Московский и всея Руси (ум. 2008).
- 23 февраля — Георгий Щедровицкий, советский философ, основоположник методологии и участник Московского логического кружка (ум. 1994).
- 28 февраля — Фрэнк Гери, американский архитектор.
- 2 марта — Эдуар Балладюр, французский политик, премьер-министр Франции (1993—1995).
- 3 марта — Ирина Токмакова, детский поэт и прозаик, переводчик детских стихов (ум. 2018).
- 5 марта — Владимир Левин, российский кибернетик, академик РАН.
- 6 марта — Фазиль Искандер, выдающийся русский прозаик и поэт абхазского происхождения (ум. 2016).
- 10 марта — Анатолий Евтушенко, советский и российский писатель, драматург (ум. 2000).
- 24 марта — Анхела Гуррия, мексиканский скульптор (ум. 2023).
- 25 марта — Павел Гойхман, советский легкоатлет, тренер; заслуженный тренер СССР (ум. 2024).
- 29 марта — Вадим Медведев, советский государственный деятель, член Политбюро ЦК КПСС (1988—1990) (ум. 2025).
- 1 апреля — Валентин Покровский, советский и российский учёный-медик, президент РАМН (ум. 2020).
- 1 апреля — Милан Кундера, чешский и французский писатель (ум. 2023).
- 1 апреля — Джейн Пауэлл, американская актриса (ум. 2021).
- 6 апреля — Эдисон Денисов, советский и российский композитор (ум. 1996).
- 8 апреля — Жак Брель, бельгийский франкоязычный поэт, бард, актёр и режиссёр (ум. 1978).
- 10 апреля — Юрий Васильев, советский и российский учёный, академик РАН (ум. 2023).
- 10 апреля — Макс фон Сюдов, шведский актёр (ум. 2020).
- 10 апреля — Майк Хоторн, британский автогонщик, чемпион «Формулы-1» (ум. 1959).
- 14 апреля — Шадли Бенджедид, алжирский революционер и политик, президент в 1979—1992 годах (ум. 2012).
- 17 апреля — Джеймс Ласт, немецкий композитор, дирижёр и аранжировщик. (ум. 2015).
- 17 апреля — Юзеф Пиньковский, польский политик глава правительства ПНР в 1980—1981 (ум. 2000).
- 26 апреля — Николай Слюньков, советский государственный деятель, 1-й секретарь ЦК КП Белорусской ССР в 1983—1987 (ум. 2022).
- 27 апреля — Нина Пономарёва, советская легкоатлетка, метательница диска, первая в истории СССР олимпийская чемпионка, двукратная олимпийская чемпионка, рекордсменка мира (ум. 2016).
- 1 мая — Игорь Акимушкин, писатель, учёный-биолог, автор научно-популярных книг о жизни животных (ум. 1993).
- 4 мая — Одри Хепбёрн, американская киноактриса бельгийского происхождения (ум. 1993).
- 5 мая — Ибрагим Юсупов, каракалпакский поэт, автор текста гимна Республики Каракалпакстан, Народный поэт Каракалпакстана и Узбекистана, Герой Узбекистана (ум. 2008).
- 7 мая — Евгений Козловский, советский и российский геолог, министр геологии СССР в 1975—1989 (ум. 2022).
- 11 мая — Ежи Яроцкий, польский театральный педагог и режиссёр (ум. 2012).
- 12 мая — Сэм Нуйома, первый президент Намибии.
- 14 мая — Евгений Федосов, советский и российский учёный, академик АН СССР/РАН (1984), Герой Социалистического Труда.
- 14 мая — Лилия Юдина, актриса Малого театра (с 1953 года), народная артистка РСФСР.
- 17 мая — Жан-Дени Бреден, французский историк, член Французской академии (с 1989 года), (ум. 2021).
- 20 мая — Мария Адамейко, белорусская советская певица. Заслуженная артистка Белорусской ССР (ум. 1990).
- 27 мая — Владимир (Котляров), митрополит Санкт-Петербургский и Ладожский, постоянный член Священного Синода РПЦ (ум. 2022).
- 12 июня — Анна Франк, автор «Дневника Анны Франк» (ум. 1945).
- 14 июня — Владимир Сошальский (настоящая фамилия Феодосьев), советский и российский актёр театра и кино. Народный артист РСФСР (ум. 2007).
- 15 июня — Георгий Терацуянц, дирижёр Академического хора Петрозаводского государственного университета (ум. 2007).
- 16 июня — Сабах IV, эмир Кувейта в 2006—2020 (ум. 2020).
- 17 июня — Тигран Петросян, 9-й чемпион мира по шахматам (ум. 1984).
- 27 июня — Геннадий Осипов, советский и российский социолог, академик РАН.
- 29 июня — Ориана Фаллачи, итальянская писательница и журналистка (ум. 2006).
- 2 июля — Имельда Маркос, жена президента Филиппин Фердинанда Маркоса, фактически правившая страной вместе с ним.
- 6 июля — Элен Каррер д’Анкосс, французский историк, секретарь Французской академии (ум. 2023).
- 7 июля — Лев Окунь, советский физик-теоретик (ум. 2015).
- 9 июля — Хасан II, король Марокко с 3 марта 1961 по 23 июля 1999 (ум. 1999).
- 12 июля — Монте Хеллман, американский кинорежиссёр (ум. 2021).
- 13 июля — Семён Герштейн, советский и российский ядерный физик, академик РАН (ум. в 2023).
- 17 июля — Сергей Годунов, советский и российский математик, академик РАН (ум. 2023).
- 23 июля — Майя Бузинова, советский режиссёр-мультипликатор (ум. 2022).
- 25 июля — Василий Шукшин, советский писатель, сценарист, кинорежиссёр, актёр (ум. 1974).
- 27 июля — Жан Бодрийяр, французский культуролог и философ-постмодернист (ум. 2007).
- 28 июля — Жаклин Кеннеди, бывшая первая леди США, одна из самых популярных женщин своего времени (ум. 1994).
- 1 августа — Хафизулла Амин, афганский революционер, глава Афганистана в 1979 году (убит в 1979).
- 10 августа — Олег Стриженов, советский и российский актёр театра и кино, народный артист СССР (ум. 2025).
- 13 августа — Арон Быховский, советский физик-теоретик (ум. 1994).
- 21 августа — Вия Артмане, советская и латвийская актриса (ум. 2008).
- 23 августа — Вера Майлз, американская актриса («Искатели», «Психоз»).
- 24 августа — Ясир Арафат, многолетний лидер Организации освобождения Палестины (ум. 2004).
- 25 августа — Доминик Фернандес, французский писатель, член Французской академии.
- 26 августа — Йоги Бхаджан, духовный лидер, мастер кундалини йоги (ум. 2004).
- 30 августа — Франсуа Чен, французский поэт, писатель и каллиграф, член Французской академии.
- 1 сентября — Аполлон Давидсон, советский и российский историк-африканист, академик РАН.
- 4 сентября — Нина Ургант, российская актриса театра и кино (ум. 2021).
- 5 сентября — Андриян Николаев, советский космонавт, дважды Герой Советского Союза (ум. 2004).
- 15 сентября — Мюррей Гелл-Манн, американский физик, лауреат Нобелевской премии по физике 1969 года (ум. 2019).
- 17 сентября — Татьяна Елизаренкова, советский и российский лингвист и переводчик, специалист по ведийской культуре (ум. 2007).
- 21 сентября — Юз Алешковский, русский прозаик, поэт и сценарист, автор-исполнитель песен (ум. 2022).
- 26 сентября — Юрий Решетняк, советский и российский математик, академик АН СССР / РАН (1987), (ум. 2021).
- 28 сентября — Николай Рыжков, советский партийный государственный деятель, председатель Совета министров СССР (1985—1990) (ум. 2024).
- 7 октября — Юлий Воронцов, выдающийся советский и российский дипломат, постоянный представитель России при ООН (ум. 2007).
- 12 октября — Ролан Быков, советский и российский актёр и режиссёр (ум. 1998).
- 15 октября — Милорад Павич, сербский поэт и писатель (ум. 2009).
- 19 октября — Михаил Симонов, советский и российский авиаконструктор (ум. 2011).
- 21 октября — Урсула Ле Гуин, американская писательница (ум. 2018).
- 22 октября — Лев Яшин, советский футбольный вратарь (ум. 1990).
- 28 октября — Джоан Плаурайт, британская театральная и киноактриса (ум. 2025).
- 29 октября — Ясен Засурский, президент факультета журналистики МГУ (1965), (ум. 2021).
- 29 октября — Евгений Примаков, советский, российский государственный деятель, экономист и историк, премьер-министр России (1998—1999 гг.) (ум. 2015).
- 29 октября — Марат Казей, пионер-герой, партизан, Герой Советского Союза (погиб в 1944).
- 2 ноября — Раиса Максимова, советская и российская актриса, народная артистка РСФСР (ум. 2024).
- 8 ноября — Олег Борисов, советский актёр театра и кино, народный артист СССР (ум. 1994).
- 9 ноября — Александра Пахмутова, советский и российский композитор, народная артистка СССР.
- 9 ноября — Имре Кертес, венгерский писатель, лауреат Нобелевской премии по литературе (ум. 2016).
- 11 ноября — Грейс Келли, американская актриса, супруга князя Монако Ренье III (ум. 1982).
- 16 ноября — Генрих Боровик, советский и российский журналист-международник, киносценарист, прозаик.
- 27 ноября — Винки Диреко, премьер-министр провинции Фри-Стейт ЮАР (1999—2004) (ум. 2012).
- 5 декабря — Елена Корнева, советский и российский физиолог, академик РАН.
- 8 декабря — Клара Румянова, артистка кино, известная по озвучиванию персонажей мультфильмов (ум. 2004).
- 13 декабря — Кристофер Пламмер, канадский театральный и киноактёр (ум. 2021).
- 16 декабря — Бибигуль Тулегенова, казахская певица, народная артистка СССР (1967).
- 18 декабря — Гедеон (Докукин), митрополит Русской православной церкви (ум. 2003).
- 23 декабря — Чет Бейкер, американский джазовый музыкант (ум. 1988).

## Скончались
См. также: Категория:Умершие в 1929 году
- 10 января — Хулио Антонио Мелья (род. 1903), кубинский революционер, основатель и руководитель Коммунистической партии Кубы.
- 11 января — Яков Слащёв (род. 1886), генерал Белой армии.
- 13 января — Уайетт Эрп, шериф штата Аризона (США), известный по многим экранизациям в кинематографе.
- 28 февраля — Клеменс Пирке (род. 1874), австрийский педиатр.
- 5 марта — Дэвид Бьюик (род. 1854), американский изобретатель и предприниматель, основатель автомобильной компании Buick Motor Car Company.
- 20 марта — Фердинанд Фош (род. 1851), французский военачальник, маршал Франции.
- 4 апреля — Карл Бенц (род. 1844), германский инженер, изобретатель первого в мире автомобиля.
- 19 августа — Алексей Бахрушин, (род. 1865), русский меценат, создатель частного литературно-театрального музея.
- 19 августа — Сергей Дягилев (род. 1872), русский театральный и художественный деятель, антрепренёр, создатель группы «Русский балет Дягилева».
- 22 августа — Отто Лиман фон Сандерс, германский генерал, военный советник в Османской империи до и во время Первой мировой войны (род. 1855).
- 24 августа — Ян Фабрициус (род. 1877), советский военачальник.
- 12 сентября — Ян Райнис (род. 1865), латышский поэт и драматург.
- 3 октября — Густав Штреземан (род. 1878), германский политический деятель, лауреат Нобелевской премии мира (1926).
- 3 октября — Бернгард фон Бюлов (род. 1849), германский государственный и политический деятель, рейхсканцлер Германской империи в 1900-1909 годах.
- 24 ноября — Жорж Клемансо (род. 1841), французский политик и государственный деятель, премьер-министр Франции в 1906—1909 и 1917—1920 годах.
- 2 декабря — Гасаналиага-хан Карадагский (род. 1848), азербайджанский педагог, поэт, историк, переводчик.
- 29 декабря — Вильгельм Майбах (род. 1846), германский инженер, изобретатель и предприниматель, создатель первого автомобиля под торговой маркой «Mercedes».

## Нобелевские премии
- Физика — Луи де Бройль — «За открытие волновой природы электронов».
- Химия — Артур Гарден и Ханс фон Эйлер-Хельпин
- Медицина и физиология — Христиан Эйкман, Фредерик Гоуленд Хопкинс.
- Литература — Томас Манн — «За великий роман „Будденброки“, который стал классикой современной литературы».
- Премия мира — Фрэнк Биллингс Келлог